# Drukarka rozproszona
Drukarka rozproszona (ang. distributed printer) – drukarka mogąca obsługiwać wiele komputerów znajdujących się w sieci lokalnej.
Jest klasyfikowana wyżej niż zwykła drukarka sieciowa (przyjmuje się tutaj przedział 25-60 stron na minutę), ale niżej niż drukarka produkcyjna.